# Vetro e vetrai di Altare

## Origini dell'arte vetraria altarese e primi sviluppi
Secondo una radicata e costante tradizione orale, l'arte del vetro fu anticamente introdotta ad Altareda una comunità benedettina che, rilevate qui le condizioni naturali idonee, si racconta avrebbe richiamato dal nord della Francia ( Normandia o Bretagna) alcuni esperti artigiani. Un confronto con i dati archivistici in seguito acquisiti non infirma quanto riferito.
Sull'isola di Bergeggi (Insula Liguriae), presso la chiesetta voluta dalla devozione popolare sul sepolcro di Sant'Eugenio, il vescovo di Savona Bernardo, nel 992, fece costruire un cenobio affidandone la cura a monaci benedettini chiamati dall'abbazia di Saint-Honorat (isole provenzali di Lérins). L'atto relativo è tramandato dal cronista savonese G.V. Verzellino (1562-1638) “non per esteso – rileva Valeria Polonio – ma in abbondante regesto, con tali particolari da garantirne l'autenticità”.
Tra il 1124 e il 1134 le terre di Altare – allora pertinenti alla diocesi di Alba – furono donate dal vescovo Rimbaldo ai cenobiti lerinesi di Sant'Eugenio e una bolla di Papa Innocenzo II in data 20 febbraio 1141 ne confermò loro il possesso.L'insediamento benedettino ad Altare va pertanto inquadrato storicamente in tale contesto.

È opportuno qui ricordare come dall'Alto Medioevo sia le fonti scritte che i dati archeologici testimonino in Occidente di stretti rapporti intercorsi tra i centri di produzione vetraria e i monasteri, dove si iniziò a far uso di vetro per le finestre abbaziali. Scrive in proposito Francesca Dell'Acqua: 

Relativamente al sud-est della Francia, Danièle Foy formula analoghe considerazioni: 

Se i rari frammenti di documentazione pervenutici non forniscono per Altare indicazioni circa un'immigrazione di vetrai d'oltralpe, più in generale si può tuttavia osservare che l'importante azione economica svolta anticamente dal monachesimo anche attraverso la promozione di iniziative pre-industriali non di rado si avvalse proprio dell'apporto di maestranze allogene. È il caso del monastero di Braunau (Austria) che verso la metà del XIII secolo attirò nei suoi possessi un'immigrazione di tessitori fiamminghi. Va infatti considerato che lavorazioni complesse sul piano tecnico e organizzativo – quale appunto quella vetraria – difficilmente avrebbero potuto svilupparsi senza il concorso di artigiani altamente specializzati, per cui, se la carenza documentaria non consente di suffragare – o escludere – quanto riferito in merito dalla tradizione altarese, un fondamento di carattere analogico è comunque rintracciabile nelle vicende storiche del lavoro monastico. Un'immigrazione di vetrai francesi ad Altare potrebbe poi bene inquadrarsi in quel contesto di grande mobilità sociale – conseguente all'incremento e alla pressione demografica – manifestatasi nel'Occidente europeo approssimativamente tra la metà dell'XI secolo e quella del XIII (mobilità peraltro già storicamente peculiare a questa categoria artigiana). Riferisce in particolare J. Le Goff che una dinamica migratoria dal nord della Francia verso l'Italia settentrionale (così come verso altre regioni europee) risulti – a quell'epoca – rilevante: 
Relativamente alla prima metà del XIII secolo si ha poi notizia di migrazioni di famiglie “vetrarie” francesi in Inghilterra e, nel 1226, vi giunge dalla Normandia un Laurence vitrearius cui vengono concessi terreni in donazione. 
Almeno a tutt'oggi non risulta trovino fondati riscontri le pur interessanti ipotesi espresse circa una derivazione mediorientale (Palestina, Libano o Siria) dell'arte vetraria altarese: conseguente – secondo alcuni autori – ai rapporti intrattenuti,  nel corso del XII secolo, dai marchesi aleramici con queste regioni; riconducibile – per altri – ad un ampio movimento migratorio di artigiani ebrei, avviatosi dal II secolo contestualmente alla Diaspora.
Sembrerebbe peraltro improbabile che in un piccolo, isolato borgo rurale, eventi di tale eccezionalità e portata abbiano potuto non trovare eco nella memoria storica locale, né lasciare influssi di carattere linguistico o culturale.
Sulla base di quanto riportato, potremmo dunque ragionevolmente ipotizzare attorno alla metà del XII secolo l'insediamento ad Altare delle prime fornaci da vetro.
Le fonti archivistiche sembrano avvalorare tale assunto: nel maggio 1178 un  Petrus vitrearius e nel dicembre 1179 un Nicola vitrearius sono menzionati in un cartulario notarile savonese dell'epoca.
Pur in assenza di indicazioni circa l'origine e lo specifico ruolo di questi vetrai (se si trattasse cioè di produttori o di semplici commercianti di vetro), la loro presenza nell'area geografica savonese appare riconducibile alla presunta attività economica di Altare, che nella città costiera trova il suo naturale e più immediato sbocco commerciale. Per quell'epoca infatti non è dato disporre di concreti elementi che attestino – o semplicemente lascino ipotizzare – esperienze locali di arte vetraria in sede diversa da Altare, mentre le dimensioni dell'economia savonese paiono d'altro canto escludere una specifica commercializzazione di manufatti vitrei, se non provenienti da un'area circostante di produzione. È significativo al riguardo che nella stessa Genova, da ben più cospicue fonti archivistiche, non risulti allora alcuna presenza vetraria.
Nulla conosciamo in merito alla primitiva evoluzione di questa attività economica nel Savonese. È comunque interessante notare come nel frattempo vetri d'uso comune compaiano in inventari notarili locali, seppure sporadicamente, e di ciò sia riscontro nella documentazione materiale recentemente acquisita dalle indagini archeologiche.
L'ubicazione geografica del borgo in una zona rurale ad alta densità boschiva, la presenza di formazioni di quarzite e la vicinanza di sbocchi portuali erano tutte condizioni favorevoli all'esercizio di un'attività vetraria che, dalla seconda metà del ‘200, conoscerà progressivi sviluppi   attirando un considerevole afflusso d'immigrazione artigiana dal Genovesato, dalla Toscana e, si tramanda, anche da Venezia. I Ferro, i Bertoluzzi e i Marini -secondo A. Gasparetto - furono tra le prime famiglie veneziane immigrate ad Altare. Ciò viene a comportare per i maestri altaresi l'acquisizione di nuove tecnologie di lavoro e un eclettismo espositivo che, nei secoli successivi, permetterà loro d'esportare lo stile italiano in tutto l'Occidente europeo.
Tale dilatazione di rapporti lavorativi, con la sua molteplicità di esperienze umane, a sua volta non potrà che determinare per la comunità artigiana uno straordinario arricchimento del proprio bagaglio culturale e tecnologico.
Mutano nel contempo i rapporti di sudditanza per i domini transappenninici della famiglia Del Carretto che, originariamente soggetti al Sacro Romano Impero, nel 1393 passano sotto la sovranità dei marchesi monferrini. Nell'occasione il titolare del feudo altarese, Giorgio Del Carretto, ne concede in donazione un quarto a Teodoro II Paleologo, marchese di Monferrato, che diviene pertanto Consignore di Altare.
In virtù di formali accordi tra le parti, le immunità e franchigie tipiche dei feudi dell'epoca saranno confermate,contribuendo - nel corso del secolo successivo - all'ulteriore sviluppo dell'arte altarese.

## L'"Università dell'arte vitrea"
Il XV secolo segna in Occidente la comparsa delle prime forme economiche di tipo capitalistico. "L'uomo d'affari, tedesco, italiano soprattutto, è ormai un capitalista nel senso moderno del termine. Resta estraneo ad ogni specializzazione e s'interessa a tutte le attività della sua città: banca, commercio, industria di cui controlla e paga gli artigiani"
L'ascesa di una borghesia mercantile e la progressiva concentrazione di attività economiche in sedi urbane attirano qui un notevole afflusso di popolazione dal circondario ruraleavviando un complesso di lente e profonde trasformazioni economico-sociali che molto più tardi troverà compiuta realizzazione con la definitiva dissoluzione dei rapporti feudali nelle campagne e l'abolizione dell'ordinamento corporativo del lavoro nelle città.
Tra l'aristocrazia nobile e borghese "si afferma intanto - scrive J. Heers - il gusto del lusso e della bella dimora". Ne consegue l'espansione di un'industria artigianale molto varia: dipinti, libri miniati, vetrerie hanno ora un mercato la cui prosperità è assicurata da un'agiata clientela. In tale mutato contesto sociale, economico e culturale, a Murano parte della produzione vetraria, dalla metà del '400 sarà appunto indirizzata a funzioni di ordine puramente estetico.
Nell'Italia settentrionale e centrale l'incremento demografico e l'urbanizzazione favoriscono poi lo sviluppo del commercio alimentare. Si diffonde in particolare, tra le classi popolari cittadine, il consumo di vino che comporta una specializzazione ed estensione della coltura viticola; ciò contestualmente al sempre più largo utilizzo del vetro per recipienti e vasellame da mensa d'uso comune.
Presumibilmente a quell'epoca i positivi effetti sul mercato vetrario indotti da tale complesso di fattori determinano ad Altare l'impiego generalizzato di fornaci a più bocche ed un aumento degli addetti alle lavorazioni.
La fase espansiva si esprime inoltre con le prime esperienze produttive attuate fuori dal territorio ligure, cui sovrintende un'organizzazione attraverso precisi ordinamenti statutari.
La più antica attestazione circa l'esistenza di una corporazione (detta Università dell'arte vitrea) risale al 1445, allorché si rende necessaria una regolamentazione organica in forma scritta dell'attività vetraria e dei rapporti che vanno evolvendosi internamente a questo mondo e nei confronti del mercato. La speciale normativa certamente riflette anche una prassi consuetudinaria stabilitasi nel tempo attraverso semplici convenzioni orali tradizionalmente osservate dagli addetti alle lavorazioni. La prima redazione pervenutaci data 15 febbraio 1495.
La corporazione era presieduta da sei consoli eletti ogni anno il giorno di Natale, cui si conferiva la piena potestà di organizzare l'attività vetraria e di stabilire i tempi delle lavorazioni. Rientrava fra questi compiti la disciplina delle migrazioni temporanee che avvenivano dietro pagamento di determinate contribuzioni da parte del datore di lavoro e degli artieri ingaggiati.
Sempre al Consolato dell'Arte spettava la formazione delle maestranze da inviare nelle località prescelte, il che dava luogo a un solenne cerimoniale in cui le squadre di artieri designate si impegnavano con giuramento a ritornare in patria entro la festività di San Giovanni Battista.
I registri dell'Università annotavano le autorizzazioni accordate alle maestranze in procinto di espatriare, la loro composizione e in quali località fossero state richieste. Un'azione di tutela e controllo che H. Schuermans ipotizza si esplicasse anche attraverso l'invio di emissari nei vari centri di produzione.
Qui i nuclei di Altaresi, formando chiuse comunità, mantenevano vivi i legami con la terra di origine attraverso l'osservanza e la pratica delle loro tradizioni e abitudini di vita. Il rispetto delle norme statutarie da parte dei vetrai era infatti garantito anche dai forti vincoli di mutua solidarietà rinsaldati da comuni usanze perpetuatesi nei secoli: a un maestro delegato a rappresentare la corporazione spettava la riscossione dei tributi richiesti agli imprenditori per avvalersi delle prestazioni di una squadra di artieri, così come eventuali inadempienze contrattuali sorte tra maestranze e datori di lavoro venivano esclusivamente regolate dai capitoli dell'Arte. La normativa statutaria – con forza di legge riconosciuta dal potere sovrano – garantisce poi localmente, attorno al Consolato, quell'unità fra tutti gli esercenti che probabilmente consente loro di eliminare la concorrenzialità attraverso reciproche convenzioni circa le rispettive quote di produzione e i relativi prezzi da imporre al mercato.

## I maestri vetrai di Altare in Europa
I maestri di Altare – più liberi negli spostamenti rispetto ai Muranesi - si fecero divulgatori in Europa di uno stile ispirato agli innovativi moduli veneziani.
Con la cosiddetta façon de Venise l'esperienza vetraria occidentale, riflettendo gli orientamenti culturali dell'epoca, abbandona infatti finalità strettamente funzionali per tendere a concezioni plastiche che privilegiano la pura creazione. Determinante al riguardo fu l'invenzione (1455 ca.), attribuibile al muranese Angelo Barovier, del “cristallo” (o “cristallino”): un vetro accostabile per purezza e trasparenza al cristallo minerale. L'impasto, di straordinaria plasticità, avvia la realizzazione di nuove forme dalla raffinatissima eleganza di gusto tipicamente rinascimentale che verranno a contraddistinguere per oltre due secoli la “maniera” imperante in Europa.
Ad Altare - in ben altro contesto economico, politico e culturale rispetto a Murano - sebbene la tipologia produttiva delle sue fornaci risulti storicamente costituita da un vetro di carattere prevalentemente utilitario, furono le migrazioni dei suoi artieri a lasciare in Occidente le più rilevanti tracce di una versatilità espressiva spesso acquisita individualmente attraverso l'autonoma sperimentazione di originali percorsi di ricerca tecnico-stilistica.
Se ne illustreranno qui, in breve, i momenti più significativi.
Nel corso del '400 la Provenza fu per i maestri altaresi la meta preferenziale dei loro primi trasferimenti fuori dal territorio ligure. Particolarmente considerevole fu il ruolo qui svolto dalla famiglia Ferro che sino al XIX secolo diresse larga parte delle vetrerie stabilite nella regione. Attorno al 1445, Benedetto, il capostipite di tale ramo, fonda una manifattura a Goult (Vaucluse), incontrando il favore di Renato d'Angiò, appassionato mecenate di quest'arte.
Accanto a una produzione di tipo puramente usuale, nella fornace dei Ferro (de Ferry) non veniva trascurata un'oggettistica di pregio con decorazioni a smalti policromi, forse esemplata su stilemi veneziani e rappresentata da un servizio di vetri dipinti inviati in dono da Renato d'Angiò al nipote Luigi XI.
L'attività itinerante dei vetrai dell'epoca condurrà membri della stessa famiglia nei Paesi Bassi dove risulta fossero associati ai francesi de Colnet che, nel 1467, dirigevano una vetreria a Leernes. "Ci si può a ragione domandare - scrive R. Chambon - quali furono i vetrai che apportarono qui le tecniche veneziane. Senza fornire una certezza assoluta, certi indizi permettono di stabilire che i de Ferry svolsero un ruolo di grande rilievo nell'introduzione in Belgio di questi perfezionamenti."Il loro antico insediamento nei Paesi Bassi è menzionato da Filippo II in un decreto dell'aprile 1559 che ricordava come i de Ferry, con i de Colnet, beneficiassero da tempo immemorabile (de toute ancienneté) di privilegi nobiliari in quelle regioni.
Tra le località frequentate in seguito dagli artieri altaresi, Nevers (fine XVI-XVIII secolo) e Orléans (ultimo terzo XVII secolo) furono i più illustri centri d'arte vetraria da essi creati in Francia. Qui non ci si propose più, come quasi ovunque, una mera imitazione della façon de Venise, ma si affrontarono vie nuove per una vetraria dagli originali connotati stilistici realizzati anche attraverso una felice sintesi espressiva di motivi mutuati dalle arti della ceramica e degli smalti praticate dagli stessi Altaresi.
Negli anni 1582-84 si trasferiscono a Nevers da Lione, Giacomo Saroldi, Giovanni Ferro, Vincenzo Ponta e Sebastiano Bertoluzzi, ottenendo un monopolio per un raggio di venti leghe attorno alla città. Nel 1585 sono loro associati Agostino Conrado e Pietro Pertino di Albisola, ceramisti entrambi, come risulta fossero alcuni degli Altaresi, essendo comune alle due arti l'utilizzo di particolari materie prime. 
Accanto all'arte vetraria e della ceramica, non minore rilievo assumeva intanto a Nevers quella degli smalti. Va infatti ricordato che, tra il 1565 e il 1577, maestri italiani (pare trattarsi di artisti toscani venuti in Francia al seguito di Girolamo Della Robbia, attivi dapprima a Lione unitamente ad altaresi e a ceramisti albisolesi) avevano qui introdotto una tipica produzione di piccole figure a smalto, nota più tardi internazionalmente come “verre filé de Nevers”. La vetreria oltre a fornire la materia prima agli smaltisti della città risulta anch'essa dedita a tale tipologia produttiva la cui rinomanza era ricordata, nel 1605, dal Journal d'Heroard menzionando “i piccoli cani di vetro ed altri animali fatti a Nevers” con cui si dilettava nell'infanzia Luigi XIII. I registri di consegna della fornace nivernese annoteranno ancora tra i suoi vetri modellati "a fiamma di lucerna": falsi gioielli, spille, statuine e oggetti devozionali, ninnoli e piccoli scrigni. Una molteplicità di curiosi articoli – impossibile ad elencarsi compiutamente – forniti a mercanti di vetri e monili d'ogni parte di Francia. Un cronista dell'epoca ebbe ad osservare in proposito: “Nevers può definirsi un'altra Murano. Se vi fate mostrare le opere più curiose, le ammirerete come altrettanti capolavori d'arte, i quali non fanno minimamente sfigurare quest'industria nella creazione di anelli, orecchini e altri gioielli che vi vengono presentati al vostro arrivo e non potete fare a meno di acquistare”. Come si è detto, varie esperienze artigiane venivano a confluire nel patrimonio tecnico-stilistico di questi Altaresi, traducendosi in stimolanti apporti ideativi per soluzioni plastiche di spiccata originalità.
L'attività della fornace già sul finire del '500 viene a qualificarsi per il suo vetro di pregio, scelto spesso dalla municipalità locale per doni diplomaticie, nel 1597, era lo stesso Enrico IV che, autorizzando Giacomo, Vincenzo Saroldi e Orazio Ponta a stabilire una nuova fornace a Melun, presso Parigi, riconosceva l'importanza di quelle da loro dirette a Lione e Nevers:
Specialità nivernese era un vetro imitante – nel colore e nelle venature – pietre quali il diaspro, l'agata, il calcedonio. "Praticamente tutti i pezzi diasprati francesi dell'epoca sono nivernesi", osserva al riguardo Jacqueline Bellanger.
Uno storico contemporaneo P. Cayet (1525-1610) ricorda poi della manifattura una particolare produzione in vetro colorato: "Al duca Luigi Gonzaga si deve la ripresa a Nevers di quest'arte per creazioni non solo in vetro cristallo, ma nei colori topazio, smeraldo, giacinto, acquamarina e di galanterie simili ad autentici pezzi orientali".
Nel 1644, sarà lo scrittore Adam Billaut - nella sua raccolta di poesie Les chevilles - a menzionare di questa città "ses fragiles bijoux et ses trésors de verre".
I Gonzaga cedettero in seguito il ducato di Nevers al cardinale Mazzarino (1659) che si fece continuatore della politica a sostegno dell'industria vetraria locale attraverso lettere reali (aprile 1661) che conferivano a Giovanni Castellano - dal 1647 direttore della manifattura - un monopolio trentennale “lungo la Loira da Nevers a Poitiers”. La rilevanza assunta dalla fornace nivernese trova anche qui riscontro nelle espressioni del Sovrano: 
Il decreto accenna a difficoltà economiche che si erano presentate all'Altarese e lo avrebbero indotto a ritirarsi se non fosse intervenuto il cardinale Mazzarino confermandolo nelle sue esenzioni e privilegi. Non meno determinante per il Castellano fu la protezione accordatagli da Jean-Baptiste Colbert (nel Consiglio Superiore dal 1661 quale responsabile alle Finanze) la cui politica di sviluppo industriale e di contenimento delle importazioni favoriva ogni iniziativa idonea a introdurre stabilmente in Francia le tecnologie produttive dei vetrai italiani.
La conferma del Monopolio della Loira e la facoltà concessa al maestro di smerciare i suoi vetri “ovunque gli fosse parso opportuno ed anche a Parigi” (nonostante l'opposizione di alcuni imprenditori francesi del settore) consentì una notevole prosperità alla fornace nivernese, la cui produzione seppe sempre mantenere – come ha osservato P. Bondois – “un nettissimo carattere italiano” grazie all'apporto di maestranze altaresi ripetutamente ingaggiate.
La vetreria, più tardi diretta da membri della famiglia Bormioli (de Borniol), serberà inalterata la sua antica reputazione per cui, ancora nel 1778, il “Nouveau voyage de France, géographique, historique et curieux” (pubblicato a Parigi) segnalava di Nevers la fornace della Grande-rue definendola “le petit Muran de Venise pour la singularité des différents ouvrages qui s'y font”.

Circa Orléans, dal 1668 vi operò Bernardo Perrotto, in assoluto il più celebre vetraio altarese, che presto si segnalò qui come geniale creatore di nuove paste vitree e per un originale impiego decorativo di smalti su rame ed altre materie. J. Barrelet ha scritto di lui:
Affermando d'essere pervenuto a ricomporre ricette scomparse da secoli, nel dicembre 1668 l'Altarese ottenne da Luigi XIV uno speciale privilegio che gli consentiva l'utilizzo in esclusiva di alcune sue invenzioni, tra le quali un nuovo tipo di vetro rosso traslucido, a base di oro e arsenico. Il successo incontrato gli permise di aprire a Parigi un magazzino di vendita sul Quai de l'Horloge e di quegli anni (attorno al 1672) è anche la sua più importante invenzione: la cosiddetta tecnica della colatura. La massa di vetro fuso, colata appunto su una superficie di terra refrattaria, veniva uniformemente appiattita da un rullo in rame, ottenendone specchi e lastre di dimensioni assai più ampie rispetto a quelle consentite sino ad allora dal tradizionale procedimento “per soffiatura”.
Il valore dell'invenzione non sfuggì al suo artefice che si premurò di ottenerne riconoscimenti ufficiali. Lettere patenti accordategli il 22 aprile 1673 precisavano che: "[…] Attraverso un sistema sino ad allora sconosciuto, egli poteva colare il cristallo fuso su superfici piane come per i metalli, dandogli il colore desiderato, ed anche render concave le suddette superfici come i cammei e rappresentarvi ritratti, incidervi lettere ed ogni sorta di figure, nonché creare ogni tipo di bassorilievi, cornici e modanature". Diffusosi in seguito universalmente, il metodo, senza sostanziali modifiche, fu in uso sino agli inizi del ‘900. Un contributo fondamentale arrecato quindi all'evoluzione della tecnologia vetraria, in virtù del quale l'obiettivo perseguito dal Re di emancipare il mercato francese dall'importazione di lastre e specchi veneziani poté finalmente realizzarsi.
Il settimanale Mercure galant, nel dicembre 1686, testimoniava della notorietà acquisita dalla manifattura orleanese, segnalando che gli ambasciatori del Siam, in missione presso la corte di Francia, fecero visita alla vetreria di Bernardo Perrotto.L'articolo fornisce un interessante resoconto circa alcune sue specialità:
Fu il Monopolio della Loira (condiviso con Orléans) ad esercitare allora in Francia l'azione di maggior portata tra i vari centri vetrari nazionali, ma poco è qui rimasto della produzione sicuramente attribuibile agli Altaresi. Rispetto ai modi espressivi di impronta più tipicamente barocca si può ritenere la loro influenza non estranea all'imporsi in Francia di uno stile nettamente orientato verso forme dalle linee più sobrie ed essenziali, alieno da leziosità estetizzanti. Esisteva comunque una specifica “maniera” altarese se nel corso del XVII secolo risulta si sia affermata a Liegi una façon d'Altare (oggi d'incerta identificazione morfologica) che incontrò i favori del gusto locale così da essere formalmente richiesta, nei contratti d'assunzione, agli stessi Muranesi là operanti.
A ulteriore testimonianza dell'eclettismo dei maestri altaresi va ancora segnalata, in Bretagna e Poitou, l'interessante produzione di “porcellana di vetro” (XVII-XVIII sec.), specialità che si diffuse verso altre regioni della Loira. E considerevole, sempre in Bretagna, fu la produzione ceramistica (fine XVI-XVII sec.): un capitolo dell'arte altarese ancora tutto da approfondire. È noto comunque vi fossero fabbricati in gran quantità piatti rotondi e ovali, bottiglie, fiasche, vasi, candelieri, acquasantiere: un repertorio mutuato dai modelli vetrari che, attraverso particolari soluzioni espressive, anche qui potrà a sua volta influenzare la vetraria altarese in una sorta d'interazione stilistica. 
Gli artieri liguri sono all'epoca presenti anche in Germania, Olanda, Spagna, Portogallo, Irlanda e Inghilterra dove, dal 1673, opera a Londra Giovanni Battista Da Costa. L'Altarese risulta abbia svolto un ruolo determinante nell'invenzione di un nuovo cristallo piombico (il cosiddetto flint glass) la cui paternità è stata sino ad oggi generalmente attribuita a George Ravenscroft, direttore di quella fornace. L'aggiunta di ossido di piombo alla miscela vetrificabile in percentuali maggiori rispetto al passato, consente di ottenere un cristallo purissimo e di una consistenza che ben si adatterà alle nuove tecniche decorative di intaglio profondo alla ruota.
È questo vetro di straordinaria brillantezza che, attraverso nuove e stilizzate realizzazioni, predomina nel gusto - con il cristallo potassico boemo -  fin oltre il XVIII secolo, segnando in Europa il tramonto di quel vastissimo fenomeno artistico-espressivo noto internazionalmente come façon de Venise.

## Declino dell'industria vetraria ad Altare - Fondazione della Cooperativa  - I.S.V.A.V. - Museo del vetro
Nel 1601, una supplica degli "Uomini dell'Altare" al Senato di Monferrato per una diminuzione del carico tributario denunciava la sterilità del suolo e l'estrema decadenza dell'Arte, aggravata dalla massiccia emigrazione in atto dei vetrai.
La crisi economica vissuta in quegli anni dalla comunità altarese trova in effetti riscontro nella sua diminuita capacità contributiva e nella situazione demografica. L'imposta "del registro" (cioè sulla rendita fondiaria) nel 1581 fissata per Altare in lire 116, si riduce progressivamente alle 80 lire pagate nel 1602, mentre la popolazione, che nel 1591 assomma a 817 abitanti, passa a 754 nel 1604.
Un ulteriore ricorso inoltrato a Casale al Consiglio di Monferrato, in data 23 aprile 1602, sollecitava provvedimenti "acciò detto luogo non resti disabitato, colla destruttione dell'Arte Vitrea".
Oltre ai fenomeni già lamentati, si accennava ai gravosi interessi praticati da capitalisti genovesi sui prestiti cui si era dovuto ricorrere, affermando - in conclusione - "che gli uomini restano nel detto luogo solo per la solita antica obbedienza ai consoli".
La fase recessiva - protrattasi, pur tra cicli alterni, sino alla metà del XIX secolo - è ascrivibile a varie cause.
L'espansione della produzione vetraria altarese e la sua delocalizzazione lungo la valle padana, la riviera ligure e la fascia costiera tirrenica, hanno progressivamente ridotto gli sbocchi di mercato alle fornaci del borgo appenninico. Particolarmente deleteria è la vicina concorrenza delle vetrerie del Genovesato che, nel 1601, i consoli della corporazione tentano di contrastare attraverso un più stretto controllo sulle maestranze migranti 
Analogamente, con i nuovi Statuti dell'Arte del 1682 e - soprattutto - con quelli successivi del 1732, si mira a fronteggiare la crisi attraverso ulteriori vincolanti chiusure corporative. Emblematico in tal senso l'espresso divieto "d'insegnar l'arte a forestieri" o semplicemente "di lavorare in loro compagnia".
Gli esiti non furono quelli auspicati; ciò tuttavia non è principalmente imputabile a fattori d'ordine soggettivo. La specifica situazione altarese s'inserisce infatti in un più complessivo quadro italiano di declino economico strutturale, già avvertibile dagli ultimi decenni del XVI secolo. Lo storico L.A. Muratori annoterà al riguardo che "per disavventura nostra il gran commercio e le arti più lucrose son passate in Francia, in Inghilterra e in Olanda, per divenir anche, quelle potenze, padrone del mare in grave nostro pregiudizio". Oltre l'emanciparsi in senso manifatturiero dei Paesi occidentali 
 e l'assenza dell'Italia dal grande movimento d'espansione sugli Oceani, cui qui si accenna, elemento di ulteriore debolezza per l'economia della Penisola era costituito dall'estrema frammentarietà del suo mercato "diviso - osserva A. Fanfani - in tanti settori, in ognuno dei quali i Signori ed i Principi si affannavano ad alzare barriere protettive di una ognor sfuggente prosperità". In tale contesto storico-economico larga parte dei capitali italiani verrà stornata dall'industria e dal commercio ed impiegata nell'agricoltura e la finanza, ridimensionando il peso acquisito dalla città rispetto alla campagna, con il conseguente riflusso di operai e manovalanze. In ambito vetrario l'estremo tentativo volto alla locale salvaguardia delle residue possibilità di lavoro - ad Altare, come a Murano - non potrà muovere che da logiche corporative, di fatto aggravando - almeno in parte - gli effetti della crisi. Circa gli Statuti del 1732, si può per l'appunto rilevare che gli stretti vincoli all'esercizio dell'arte vetraria fuori paese (soprattutto in zone limitrofe), se da un lato potevano in qualche misura contrastare la concorrenza alle vetrerie del borgo, dall'altro comportavano inevitabili riflessi negativi sull'occupazione complessiva e il patrimonio tecnico degli artieri, venutisi ora a trovare, come ha sottolineato G. Buffa, "in condizione di nulla poter imparare dagli altri".
Il processo di graduale declino dell'industria vetraria altarese si accentuerà più tardi con l'abolizione generalizzata delle corporazioni di mestiere (fine '700 - prima metà '800) in seguito all'avvento della rivoluzione industriale che, con i suoi accresciuti volumi produttivi e l'estendersi dei mercati, richiese il superamento delle antiche forme organizzative di lavoro.
Contestualmente anche l'antica Università dell'arte vitrea fu pertanto soppressa nel giugno 1823 da Carlo Felice.
Pesanti ripercussioni si ebbero nel borgo sulle condizioni lavorative delle maestranze i cui rapporti con i proprietari di fornace erano stati sin qui mediati dal Consolato dell'Arte. Le retribuzioni, stante l'eccedenza di manodopera, furono sensibilmente ridimensionate, quando non corrisposte direttamente in generi alimentari. Altrettanto gravi furono gli effetti dell'aspra concorrenza venutasi a creare tra gli stessi gestori delle locali vetrerie che, nell'esercizio della loro attività, si trovarono affrancati dagli antichi vincoli corporativi. Sul piano industriale l'intento di una maggiore produttività da essi perseguito si tradusse infatti in sovrapproduzione e conseguente netto calo dei prezzi di vendita; fattori che finirono per riflettersi negativamente sui margini di profitto e i livelli occupazionali. 
E' dell'epoca un massiccio esodo di artieri verso l'America Latina e in Italia dove - con i suoi insediamenti produttivi - varrà a costituire la primitiva ossatura dell'industria vetraria nazionale.
Il sentimento di solidarietà fra gli artieri tuttavia non venne meno e condurrà nel dicembre 1856 alla fondazione della "Società in partecipazione avente per oggetto la fabbricazione di vetri e cristalli", prima cooperativa di produzione industriale italiana, alla cui direzione fu nominato Giuseppe Grenni. Tale società in quanto istituzione cooperativa, non essendo giuridicamente prevista dal Codice Albertino del 1842, soltanto nel 1885 potrà assumere la ragione sociale di "Società Artistico-Vetraria Anonima Cooperativa" (S.A.V.). 
La partecipazione era circoscritta ai membri delle famiglie “vetrarie" già appartenenti all’Università.
Una chiusura “corporativa" a tutela ormai delle precarie possibilità di occupazione in ambito locale e a garanzia tra i suoi aderenti – tradizionalmente legati da vincoli solidali- di un’unione morale assoluta e imprescindibile per un sodalizio basato sul principio della responsabilità illimitata. Enrico Bordoni (dal 1889 Direttore della S.A.V.) scriverà in proposito: "Vi era una classe di operai nella quale numerosi individui o non possedevano, o pochissimo – il cui capitale si sarebbe formato a gocce coi sudati risparmi- e per la ragione appunto che per migliorare la condizione della classe era necessario fare versamento di capitali, che i più non avevano, essa abbisognava del credito, e per valersene: dell’unione e della solidarietà nel modo più assoluto, della responsabilità di uno per tutti e di tutti per uno. Senza questa specie di solidarietà non era possibile elevare a potenza di credito la personalità collettiva del lavoro- e non era quindi possibile che i più bisognosi potessero pervenire al possesso del capitale-essa solidarietà illimitata era perciò indispensabile per il conseguimento dello scopo che si proponevano i cooperatori vetrai nel 1856".Pur in considerazione dei caratteri neocorporativi dell’“Artistico -Vetraria’’- non valutabili criticamente secondo concezioni di ordine soggettivistico-va comunque sottolineata l’importanza dell’iniziativa altarese che, nel quadro dell'associazionismo operaio italiano dell’epoca, venne a rappresentare uno dei più emblematici punti di riferimento. Nata da un conflitto di classe, la S.A.V. costituì – in ambito industriale- un’esperienza di autogestione operaia contestualmente ad una fase storica di profonda arretratezza organizzativa delle masse lavoratrici. Nella fondazione della Cooperativa e nella stesura del suo statuto fu determinante il ruolo svolto dal medico Giuseppe Cesio di Calice Ligure, amico personale di Giuseppe Mazzini e già appartenente alla “Giovine Italia", che ,per la generosa opera di soccorso prestata ai colerosi durante l’epidemia del 1854-55, si era acquistato tra la popolazione altarese una notevole autorità morale. Pur attraverso gravi difficoltà, il sodalizio riuscì a mantenere a lungo una posizione di rilievo tra le industrie nazionali del settore, dotandosi di tecnologie avanzate e adeguando al mercato la sua produzione.
È nel decennio 1920 - 1930 che può essere individuata per l'azienda la fase di maggiore espansione, allorché il personale impiegato raggiunse le 700 unità e l'area dello stabilimento si estese sino ad occupare una superficie di 35.000 mq. La sua produzione consisteva quasi esclusivamente in articoli d'uso comune e per laboratori chimico-farmaceutici, ma non vennero trascurate lavorazioni di maggior pregio in cui eccelsero generazioni di abilissimi maestri. Merita segnalare Oreste Saroldi e i fratelli Cimbro e Costantino Bormioli presso i quali si formò professionalmente Isidoro Bormioli che nel biennio 1980-82 dirigerà la locale scuola d'arte vetraria. Fu coltivata anche l'arte incisoria e dell'arrotatura che ebbe tra i suoi migliori interpreti, verso fine Ottocento, Francesco Schmid e, più tardi, Attilio Saroldi, Pietro Moraglio e Giuseppe Bertoluzzi.
Le dinamiche industriali dell'Artistico Vetraria conosceranno dal secondo Dopoguerra un progressivo deterioramento. A fronte di una concorrenza sempre più evoluta tecnologicamente, la S.A.V. - a conduzione operaia - venne a trovarsi ormai impossibilitata a reperire gli ingenti capitali da destinare all'ammodernamento degli impianti e a una più estesa automazione dei processi produttivi (salvo operare, attraverso compartecipazioni esterne, una totale riconversione dell'azienda in senso capitalistico). In un contesto economico fondato su altri principi è noto infatti come la forma cooperativa - anteponendo il fine mutualistico tra gli associati alla logica del profitto - possa meglio adattarsi alle piccole realtà produttive, dati gli alti investimenti in capitale fisso richiesti dalle imprese a maggiore rilevanza dimensionale. Condizioni - queste - che per l'industria vetraria si determinarono segnatamente dopo il primo ventennio del Novecento con l'introduzione progressiva della meccanizzazione e il contestuale superamento della fase artigianale. Tali problematiche di natura finanziaria e strutturale permarranno insolute, condizionando l'attività della S.A.V. sino a determinarne la cessazione (aprile 1978). 
Era non soltanto la fine di un'azienda, ma di un'antichissima comunità di lavoro che ha scritto la storia del vetro ed espresso, attraverso la forma produttiva cooperativistica, una cultura industriale che privilegiò sempre la possibilità di garantire ai suoi associati un'occupazione sicura, anche contro le esigenze del capitale. 
Per la storia del vetro altarese questa data non ne segna comunque la conclusione. Nel 1982 si costituiva l'Istituto per lo studio del vetro e dell'arte vetraria (I.S.V.A.V.) con il precipuo scopo di valorizzare la memoria del ricco patrimonio artistico-culturale della tradizione vetraria altarese e porre le premesse per il rilancio dell'attività artigiana nei suoi aspetti più tradizionali. Si inquadra appunto in tale progettualità l'acquisizione da parte dell'I.S.V.A.V. della collezione di vetri già appartenuta alla Società Artistico-Vetraria, ora patrimonio costitutivo del Museo del Vetro di Altare, dal 2004 degnamente allocato presso Villa Rosa, prestigiosa residenza privata del primo ‘900 acquistata nel 1992 dal Ministero per i Beni Culturali e Ambientali.
Linda Siri, Vicepresidente esecutivo I.S.V.A.V., così tratteggia il positivo evolversi di tali vicende:
Questo testo è stato liberamente tratto, a cura del dottor Anselmo Mallarini, dal suo libro " L'arte vetraria altarese"; Bacchetta Editore, Albenga 1995 .